# Liste des compagnies aériennes
Il s'agit d'une Liste des compagnies aériennes actuellement en exploitation.

## Par continent
- Liste des compagnies aériennes en Afrique (en)
- Liste des compagnies aériennes en Asie
- Liste des compagnies aériennes en Europe
- Liste des compagnies aériennes en Océanie (en)
- Liste des compagnies aériennes en Amérique
- Liste des compagnies aériennes en Amérique du Sud

### Parcodes
- Liste des codes OACI des compagnies aériennes
- Liste des codes AITA des compagnies aériennes

### Compagnies aériennes disparues
- Liste des compagnies aériennes disparues en Afrique
- Liste des compagnies aériennes disparues en Asie
- Liste des compagnies aériennes disparues en Océanie (en)
- Liste des compagnies aériennes disparues en Amérique du Nord (en)
- Liste des compagnies aériennes disparues en Amérique du Sud (en)

### Plus grandes compagnies aériennes
- Liste des plus grandes compagnies aériennes en Afrique (en)
- Liste des plus grandes compagnies aériennes en Asie (en)
- Europe
- Liste des plus grandes compagnies aériennes en Océanie (en)
- Liste des plus grandes compagnies aériennes en Amérique du Nord (en)
- Liste des plus grandes compagnies aériennes en Amérique du Sud (en)

### Autres
- Par pays
- A bas coûts
- Charter
- Régionales
- Nationales
- Holding
- Agréées AITA
- Interdit dans l'UE
- Liste des compagnies aériennes par date de fondation (en)
- Liste des fusions et acquisitions de compagnies aériennes (en)
- Liste des compagnies aériennes de passagers (en)